# Concierto para piano n.º 2 (Shostakóvich)
El concierto para piano n.º 2 en fa mayor, op. 102 es una obra orquestal compuesta por Dmitri Shostakóvich y estrenada el 10 de mayo de 1957 por el mismo compositor en el Conservatorio de Moscú, dedicando la obra a su hijo Maksim Shostakòvich, que ese día cumplía 19 años, y que asistió al evento. Sin embargo, el verdadero estreno del concierto tuvo lugar durante el invierno de 1957 con el propio compositor al piano.
La obra dura entre 18 y 20 minutos y está dividida en tres movimientos:
1. Allegro
2. Andante
3. Allegro (attacca)

No hay pausa entre el segundo movimiento y el tercero.